# Curtis Fraser
Curtis Fraser (Surrey, 4 aprile 1982) è un ex hockeista su ghiaccio canadese.

## Carriera
Cresciuto hockeisticamente nella lega giovanile British Columbia Hockey League (Victoria Salsa, Vernon Vipers), a livello universitario disputò i campionati NCAA con la squadra della University of Alaska-Fairbanks (dal 2003 al 2007).
Al termine della stagione 2006-2007 esordì nell'hockey su ghiaccio professionistico, con i Chicago Wolves in American Hockey League. In AHL giocò poi con le maglie di San Antonio Rampage (2007-2008), Peoria Rivermen (2008-2009) e Lake Erie Monsters (2010-2011), mentre in ECHL ha vestito le maglie di Las Vegas Wranglers (2007-2008, raggiunse la finale di Kelly Cup, perdendola) e Alaska Aces (2009-2011, e nella seconda stagione vinse la Kelly Cup).
A partire dalla stagione 2011-2012, Fraser si trasferì in Europa. Dapprima (2011-2012) giocò nella Serie A italiana, tra le file del Cortina, con cui vinse la Coppa Italia 2011-2012. Si trasferì poi nella EBEL, campionato sovranazionale austriaco aperto all'epoca anche a squadre slovene, croate, ceche ed ungheresi, con la squadra croata del Medveščak Zagabria per la stagione 2012-2013, e con gli austriaci EC VSV per quella 2013-2014.
Nonostante avesse raggiunto un accordo con la società per prolungare di un ulteriore anno il contratto, al termine della stagione Fraser annunciò il ritiro.

## Palmarès

### Club
- Kelly Cup: 1

Alaska Aces: 2010-2011
- Coppa Italia: 1

Cortina: 2011-2012